# Causes
Causes was een Nederlandse indiepopband uit Utrecht met als frontman de Britse zanger Rupert Blackman, die als tekstschrijver onder andere heeft gewerkt voor Alain Clark en MainStreet. Op 5 april 2019 kondigde de band in een bericht op Facebook aan te stoppen.

## Discografie

### Albums
| Album met eventuele hitnotering(en) in de Nederlandse Album Top 100 | Datum van verschijnen | Datum van binnenkomst | Hoogste positie | Aantal weken | Opmerkingen |
| ------------------------------------------------------------------- | --------------------- | --------------------- | --------------- | ------------ | ----------- |
| Under Bridges That You Built for Me                                 | 2016                  | 13-02-2016            | 10              | 4            |             |
| Wake Me Up So I Can Dream                                           | 2018                  | 03-11-2018            | 56              | 1            |             |

| Album met hitnotering(en) in de Vlaamse Ultratop 200 albums | Datum van verschijnen | Datum van binnenkomst | Hoogste positie | Aantal weken | Opmerkingen |
| ----------------------------------------------------------- | --------------------- | --------------------- | --------------- | ------------ | ----------- |
| Under Bridges That You Built for Me                         | 2016                  | 13-02-2016            | 171             | 1            |             |

### Singles
| Single met eventuele hitnotering(en) in de Nederlandse Top 40 | Datum van verschijnen | Datum van binnenkomst | Hoogste positie | Aantal weken | Opmerkingen                               |
| ------------------------------------------------------------- | --------------------- | --------------------- | --------------- | ------------ | ----------------------------------------- |
| Teach Me How to Dance with You                                | 16-10-2014            | 21-02-2015            | 19              | 10           | Nr. 21 in de Single Top 100 / Alarmschijf |
| Walk on Water                                                 | 2015                  | 13-06-2015            | tip2            | -            |                                           |
| To the River                                                  | 2015                  | 17-10-2015            | tip10           | -            |                                           |
| All for Us                                                    | 2016                  | 27-02-2016            | tip10           | -            |                                           |

| Single met hitnotering(en) in de Vlaamse Ultratop 50 | Datum van verschijnen | Datum van binnenkomst | Hoogste positie | Aantal weken | Opmerkingen |
| ---------------------------------------------------- | --------------------- | --------------------- | --------------- | ------------ | ----------- |
| Teach Me How to Dance with You                       | 16-10-2014            | 21-02-2015            | tip2            | -            |             |
| Walk on Water                                        | 2015                  | 18-07-2015            | tip12           | -            |             |

### NPO Radio 2 Top 2000
| Nummer met noteringen in de NPO Radio 2 Top 2000 | '15  | '16  | '17  |
| ------------------------------------------------ | ---- | ---- | ---- |
| Teach Me How to Dance with You                   | 1396 | 1589 | 1875 |

1. ↑  Een vetgedrukt getal geeft de hoogste notering aan.
2. ↑  2015 was het eerste jaar met een notering voor dit nummer.
3. ↑  Deze tabel is bijgewerkt tot en met de meest recente editie (2024).